# Basananthe merolae
Basananthe merolae är en passionsblomsväxtart som beskrevs av F.M. Raimondo och G. Moggi. Basananthe merolae ingår i släktet Basananthe och familjen passionsblomsväxter. Inga underarter finns listade i Catalogue of Life.